# 벨기에의 우편번호

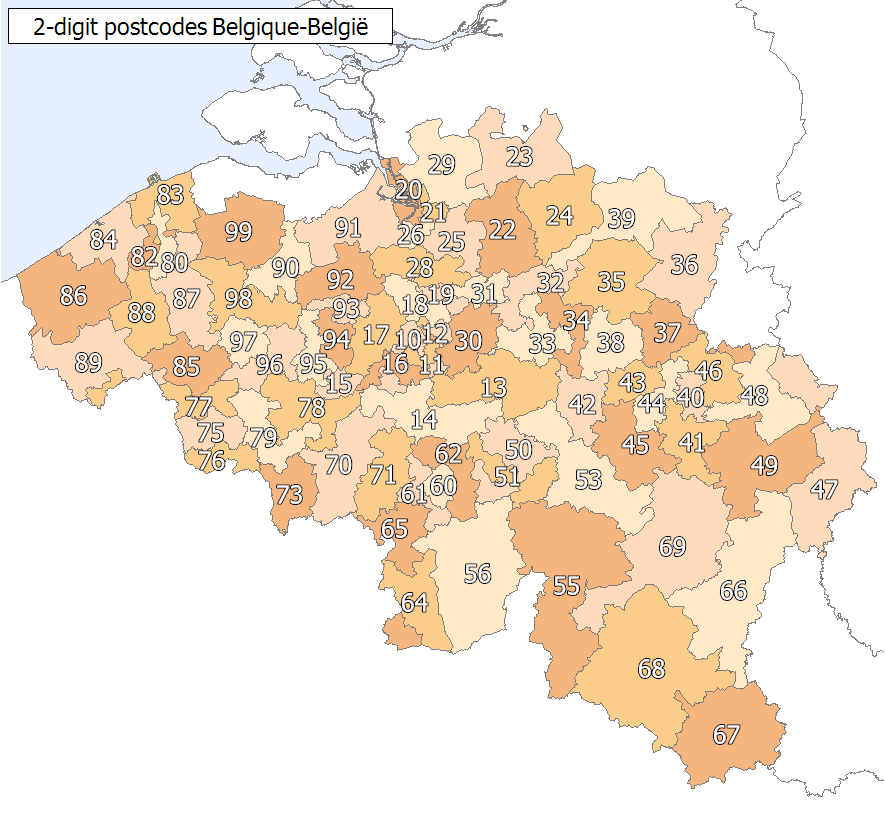
벨기에의 지역별 우편번호

벨기에의 우편번호는 벨기에에서 사용하는 우편번호 체계로, 현재의 체계는 1969년에 도입되었다. 1990년 10월 1일 벨기에 행정구역 개편 이후로 행정구역과 우편번호 사용 지역 경계가 더 일치하도록 조정되었다.

## 목록
총 4자리 숫자로 이루어져 있다. 첫 번째 자리는 주를 구분하며, 일부 주는 같은 첫 번째 자리를 공유한다. 같은 주 내에서 인구가 더 많은 주일수록 0이 더 많은 번호를 할당받는다. 예를 들어 베스트플란데런주의 최대 도시인 브뤼허는 우편번호 8000, 두 번째로 큰 도시인 코르트레이크는 우편번호 8500을 사용한다. 세 번째와 네 번째 자리는 배달 체계에 따라서 배당된다.
일부 기관은 자체적인 우편번호를 사용한다. 끝 두 자리가 99인 우편번호는 반송 시 지역별 우편집중국을 가리킬 때 사용한다. 예: 1099 브뤼셀 X, 2099 안트베르펜 X, 4099 리에주 X, 6099 샤를루아 X, 9099 헨트 X.
| 우편번호                                          | 우편집중국 위치 | 주요 도시                                                  | 주                                |
| ------------------------------------------------- | --------------- | ---------------------------------------------------------- | --------------------------------- |
| 10xx-12xx 15xx-16xx 17xx-19xx 30xx-34xx           | 브뤼셀 X        | 브뤼셀시 할레 딜베이크, 빌보르데 뢰번                      | 브뤼셀 플람스브라반트주           |
| 20xx-24xx 25xx-29xx 35xx-39xx                     | 안트베르펜 X    | 안트베르펜 리르, 메헬렌 하셀트                             | 안트베르펜주 림뷔르흐주           |
| 40xx-44xx 45xx-49xx 66xx-69xx                     | 리에주 X        | 리에주 위이 바스토뉴                                       | 리에주주 뤽상부르주               |
| 13xx-14xx 50xx-56xx 60xx-65xx 70xx-73xx 75xx-79xx | 샤를루아 X      | 우아브르, 리말, 니벨 나뮈르 샤를루아 몽스 투르네, 무스크롱 | 브라방왈롱주 나뮈르주 에노주      |
| 80xx-84xx 85xx-89xx 90xx-94xx 95xx-99xx           | 헨트 X          | 브뤼허 코르트레이크 헨트 헤라르츠베르헌                    | 베스트플란데런주 오스트플란데런주 |

## 참조
1. ↑  “Belgique” (PDF). 2018년 6월 5일에 확인함. [깨진 링크(과거 내용 찾기)]
2. 1 2  “Annexes générales” (pdf). 2018년 6월 5일에 확인함.[깨진 링크(과거 내용 찾기)]